# Stop Crying Your Heart Out
Stop Crying Your Heart Out – ballada rockowa brytyjskiej grupy Oasis, wydana jako singel z ich piątego albumu studyjnego Heathen Chemistry. Utwór został napisany przez Noela Gallaghera i wyprodukowany przez cały zespół. Noel i jego brat Liam Gallagher są wokalistami wiodącymi piosenki. Ballada była często porównywana do poprzedniego singla grupy "Slide Away", a hook przypomina inny utwór Oasis zatytułowany "Don’t Look Back in Anger". Ballada spotkała się z mieszanym odbiorem ze strony krytyków muzycznych. Chociaż niektórzy chwalili umiejętności Noela do rozjaśnienia nastroju grupy odbiorcom, inni natomiast uważali, utwór za rozczarowujący i nieciekawy. "Stop Crying Your Heart Out" zadebiutował na drugiej pozycji na UK Singles Chart oraz osiągnął szóstą lokatę na liście UK Indie Chart. Singel dotarł na szczyt włoskiej listy przebojów FIMI, a ponadto osiągnął miejsca w czołowej "dwudziestce" na listach w Belgii, Danii, Finlandii oraz Norwegii. "Stop Crying Your Heart Out" zdobył status srebrnej płyty przyznany przez British Phonographic Industry (BPI) 12 lipca 2002 roku ze sprzedażą ponad 200 tys. egzemplarzy. Cover utworu w wykonaniu brytyjskiej wokalistki Leony Lewis został włączony na drugi album studyjny artystki zatytułowany Echo.

## Lista utworów
- CD single / EP[3][4]

1. "Stop Crying Your Heart Out" – 5:02
2. "Thank You for the Good Times" – 4:32
3. "Shout It Out Loud" – 4:20

## Pozycje na listach
| Lista (2002)                            | Najwyższa pozycja |
| --------------------------------------- | ----------------- |
| Australia (ARIA)                        | 48                |
| Austria (Ö3 Austria Top 40)             | 41                |
| Belgia (Ultratop Walonia)               | 13                |
| Dania (Tracklisten)                     | 17                |
| Finlandia (The Official Finnish Charts) | 11                |
| Holandia (Single Top 100)               | 73                |
| Irlandia (IRMA)                         | 6                 |
| Niemcy (Media Control Charts)           | 48                |
| Norwegia (VG-lista)                     | 13                |
| Szwecja (Sverigetopplistan)             | 23                |
| Szwajcaria (Swiss Hitparade)            | 48                |
| Wielka Brytania (OCC)                   | 2                 |
| Włochy (FIMI)                           | 1                 |

| Lista (2009)           | Najwyższa pozycja |
| ---------------------- | ----------------- |
| UK Indie Chart (OOC)   | 6                 |
| UK Singles Chart (OOC) | 71                |

| Lista (2010)           | Najwyższa pozycja |
| ---------------------- | ----------------- |
| UK Indie Chart (OOC)   | 18                |
| UK Singles Chart (OCC) | 50                |

| Lista (2011)              | Najwyższa pozycja |
| ------------------------- | ----------------- |
| Belgia (Ultratop Walonia) | 44                |

| Lista (2012)   | Najwyższa pozycja |
| -------------- | ----------------- |
| Francja (SNEP) | 135               |

### Certyfikaty
| Państwo              | Certyfikat | Sprzedaż    |
| -------------------- | ---------- | ----------- |
| United Kingdom (BPI) | Srebro     | 200 000 (+) |

## Wersja Leony Lewis
'Stop Crying Your Heart Out utwór nagrany przez brytyjską piosenkarkę i autorkę tekstów Leonę Lewis na jej drugi album studyjny Echo. Oryginał został napisany przez Noela Gallaghera członka zespołu Oasis. Piosenka została wyprodukowana przez samą wokalistkę oraz Steve’a Robsona. Lewis zdecydowała się na cover piosenki, gdy stała się fanką Oasis i innych rockowych grup. Instrumenty strunowe zapewniła London Session Orchestra, a za aranż odpowiadał Will Malone. Muzyczna struktura utworu jest inna od tradycyjnego stylu, który jest zwykle używany, kiedy to melodia nabiera tempo pod koniec utworu, a nie w pierwszym refrenie.
Jej wersja "Stop Crying Your Heart Out" zgarnęła głównie negatywne recenzje ze strony krytyków muzycznych. Oprócz porównań do jej poprzednich singli: "Bleeding Love" oraz coveru piosenki Snow Patrol "Run", recenzenci uważali, że piosenka jest zbyt emocjonalna i nie odzwierciedla prostoty oryginału. Choć aranżacja piosenki była krytykowana, to wokalnie Lewis była bardzo chwalona. Utwór zadebiutował na 29 miejscu UK Singles Chart, 11 pozycji na UK R&B Chart i 31 na irlandzkiej liście przebojów. Lewis wykonała utwór na żywo w BBC Radio 2 podczas Live Sessions z Ken Bruce, na gali MTV Unplugged oraz w szóstym finale serii programu The X Factor.

### Wykonania na żywo
Dnia 3 grudnia 2009, Lewis wykonała jej wersję piosenki w programie Live Sessions with Ken Bruce w BBC Radio 2, jako część z listy utworów, na której znalazły się jeszcze: "Bleeding Love", "Better in Time", "Happy" oraz "I Got You". Wokalistka wykonała także akustyczną wersję utworu podczas koncertu MTV Unplugged w Niemczech. Recenzent z Neon Limelight odczuł, że w akustycznym wykonaniu brakowało emocji i pasji. Piosenkarka wystąpiła z utworem w finale szóstej edycji programu The X Factor (format telewizyjny) w grudniu 2009. Dnia 21 stycznia 2010, Lewis zaśpiewała "Stop Crying Your Heart Out" wraz z "I Got You" w BBC Radio 1 Live Lounge.

### Pozycje na listach
| Lista (2009)            | Najwyższa pozycja |
| ----------------------- | ----------------- |
| Irlandia (IRMA)         | 31                |
| Szkocja (OCC)           | 24                |
| UK Download Chart (OCC) | 27                |
| UK R&B Chart (OCC)      | 11                |
| UK Singles Chart (OCC)  | 29                |

| Lista (2010)           | Najwyższa pozycja |
| ---------------------- | ----------------- |
| Szkocja (OCC)          | 36                |
| UK R&B Chart (OCC)     | 15                |
| UK Singles Chart (OCC) | 63                |